# Bernardos
Bernardos er en by og kommune i det centrale Spanien i provinsen Segovia. Den har et indbyggertal på 463 (2024) indbyggere.